# Zabiullah Mujahid
Zabiullah Mujahid (Pashto: ذبیح الله مجاهد; Ẕabīḥullāh Mujāhid; [zabihʊˈlɑ mʊd͡ʒaˈhɪd]; Distretto di Gardez, 1978) è un politico afghano, portavoce ufficiale dei talebani durante l'offensiva del 2021 e viceministro della cultura e dell'informazione del nuovo Emirato Islamico dell’Afghanistan.
Mujahid ha spesso commentato principalmente le attività dei talebani nell'Afghanistan orientale, settentrionale e centrale. Mujahid è apparso pubblicamente di persona il 17 agosto 2021. In precedenza, ha comunicato regolarmente con i giornalisti e ha parlato a nome dei talebani tramite telefonate, messaggi di testo, e-mail, social come Twitter e post su siti web islamisti.

## Primi anni
Mujahid si è descritto in una serie di interviste condotte tramite cellulare. A causa di minacce alla sicurezza, si spostava costantemente e non alloggiava in nessun posto. Ha affermato di avere un master in studi religiosi, tuttavia senza nominare il paese in cui ha studiato per motivi di sicurezza. Nel governo talebano precedente, ha ricoperto il la carica di ministro della Cultura e dell'Informazione. In seguito ha combattuto a fianco degli insorti prima di essere nominato portavoce dei talebani nel 2007.

## Portavoce di talebani
In qualità di portavoce dei talebani, Mujahid comunica con messaggi collettivi ai media afgani e internazionali. È stato responsabile della rivendicazione del coinvolgimento del gruppo talebano negli attacchi in tutto l'Afghanistan. Ha anche pubblicato video sul suo account Twitter che mostrano l'attività dei talebani durante i vari conflitti.

### 2017 - 2020
Il 21 aprile 2017, Mujahid ha rivendicato la responsabilità dei talebani per un attacco a una base dell'esercito che ha ucciso più di 140 soldati. Il 21 gennaio 2019, Mujahid ha rivendicato la responsabilità dei talebani per un attacco al centro di addestramento della direzione nazionale della Sicurezza (NDS) che ha ucciso oltre 100 membri del personale di sicurezza. Il 29 novembre 2020, Mujahid ha rivendicato la responsabilità di un attacco alla base dell'esercito in Afghanistan che ha ucciso 30 membri del personale di sicurezza.

### L'offensiva talebana nel 2021
Il 17 luglio 2021, Mujahid si è scusato per la morte del giornalista dell'agenzia Reuters danese, Danish Siddiqui, ucciso in uno scontro tra le forze afgane e i talebani. Mujahid ha affermato che i talebani non erano a conoscenza di come sia morto Siddiqui, chiedendo ai giornalisti di informare i talebani prima di entrare nella zona di guerra in modo che il gruppo potesse "prendersi cura di quel particolare individuo". Successivamente fu confermato che il fotoreporter venne giustiziato dai talebani.
Durante l'offensiva talebana, Mujahid è apparso per la prima volta in pubblico il 17 agosto 2021 alla prima conferenza stampa dei talebani insieme ad Abdul Qahar Balkhi a Kabul, in Afghanistan, dove ha risposto alle domande dei media locali e internazionali. Parla correntemente la lingua persiana, il Pashto e Dari.
Dal 7 settembre 2021 è viceministro della cultura e dell'informazione nel nuovo autoproclamato governo dell'Afghanistan.